# サブリナ・カーペンター
サブリナ・アンリン・カーペンター（英語: Sabrina Annlynn Carpenter、1999年5月11日 - ）は、アメリカ合衆国の女優、歌手。ディズニー・チャンネル放送コメディドラマ『ガール・ミーツ・ワールド』のマヤ・ハート役で知られる。

## 来歴

### 1999年-2009年: 生い立ち
アメリカ合衆国ペンシルベニア州 リーハイ・バレー出身。「ネクスト・マイリー・サイラス・プロジェクト」の歌のコンテストで第3位になる。二人の姉シャノン(Shannon)とサラ(Sarah)がいる。サラはサブリナのバックシンガーを務めている。

### 2011年-2013年: 『グッドウィン家の遺産相続バトル』
最初の演技のテレビ出演は2011年、刑事ドラマ『LAW & ORDER:性犯罪特捜班』。2011年ユービーアイソフトから米国で発売されたダンス・ミュージック・テレビゲーム Just Dance Kids 2 （英語）でリード・ダンサーを務めている。2013年FOXチャンネルで放送されたドラマ『グッドウィン家の遺産相続バトル』でベッキー・ニュートン演じる主人公クロエ・グッドウィンの少女期を演じている。同年ダニエル・ラドクリフ主演ファンタジー・ホラー・ドラマ映画『ホーンズ 容疑者と告白の角』でジュノー・テンプル演じるメリン役の少女期を演じている。日本では2015年5月に公開されている。
歌手活動ではシングル曲 "Smile" はウォルト・ディズニー・レコード2012年10月16日発売のサウンドトラック Disney Fairies: Faith （英語） に収録されている。
2012年のディズニー・チャンネル放送アニメーション『フィニアスとファーブ』で声の出演、2013年にはディズニージュニア放送アニメーション『ちいさなプリンセス ソフィア』で、声の出演を果たす。ここでのサブリナは、ズマリア王国の王女ビビアン役を務め、同サウンドトラック収録曲 "All You Need (feat. Sofia and Vivian)" でソフィア役のアリエル・ウィンターとデュエットをしている。2014年4月8日ハリウッド・レコードからデビューEP Can't Blame a Girl for Trying （英語）が発売された。ビルボード・チャート・トップ・ヒートシーカーズで第16位となる。
2013年には『オースティン&アリー』で、歌番組の出場者ルーシー役として出演。「これが自分!」(Who I Am)を歌い優勝する少女を演じた。2013年公開のアニメーション映画『アナと雪の女王』からの曲名「雪だるまつくろう」(原題: "Do You Want to Build a Snowman?" )をディズニー・チャンネル・ドラマ出演者たちによるカバー曲として発表されている。

### 2014年- 『ガール・ミーツ・ワールド』

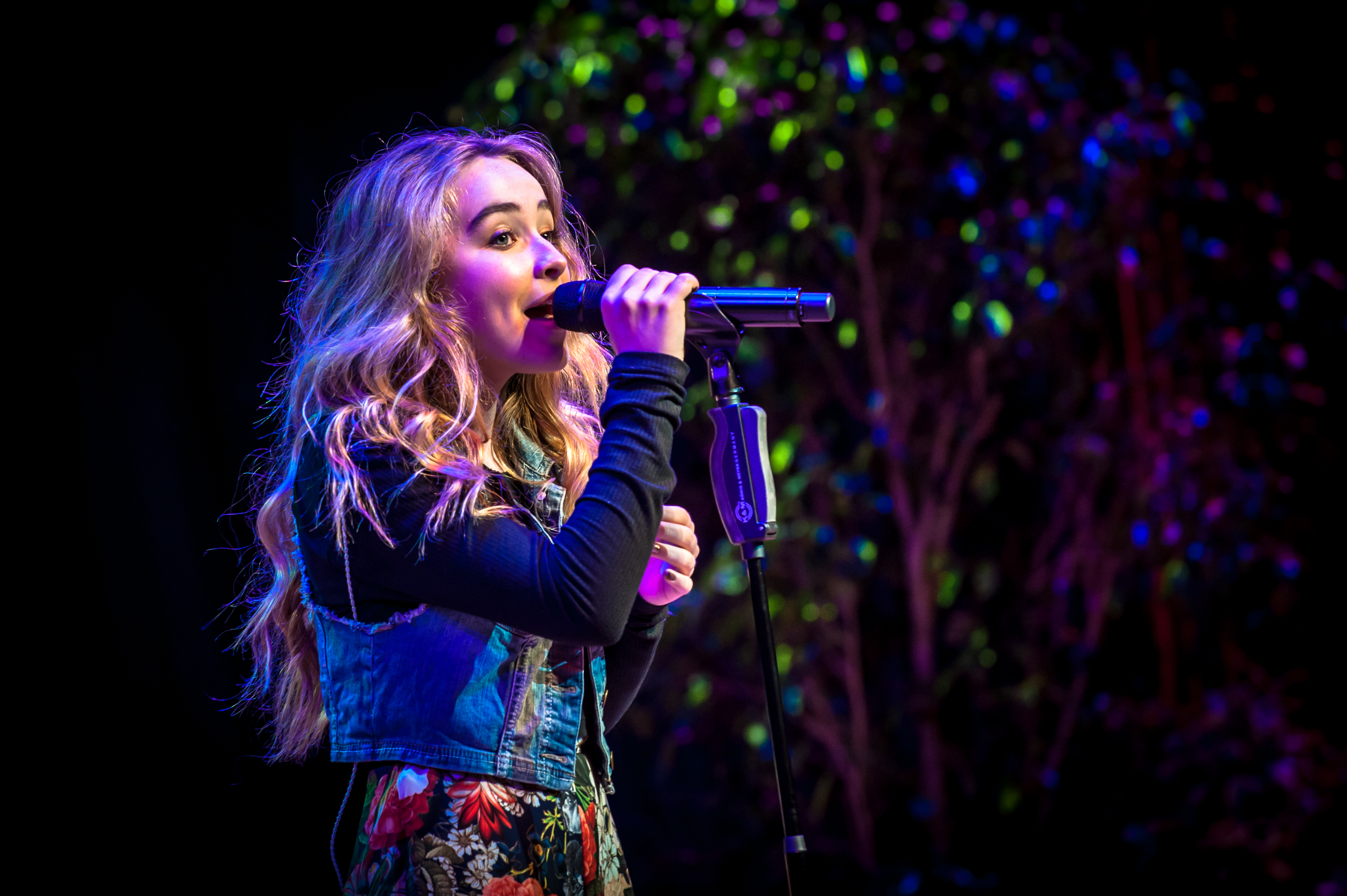
ディズニー・ソーシャル・メディア・カンファレンスで歌うサブリナ（2014年4月）

アメリカABCで1993年から2000年まで放送された『ボーイ・ミーツ・ワールド』の派生ドラマである『ガール・ミーツ・ワールド』でローワン・ブランチャード演じる主人公の親友マヤ・ハート役に2013年1月キャスティングされたことが発表される。米国で2014年6月27日放送開始され、日本では2015年1月からディズニー・チャンネルで放送されている。同番組の主題歌 "Take On The World" はブランチャードとデュエットで歌っている。その後、第2シーズンの制作が発表されている。姉サラはエキストラの生徒として同番組に出演している。
米国で2014年8月15日初放送、日本で2015年1月30日初放送のディズニー・チャンネル・オリジナル・ムービー『カンペキ・ボーイ』の主題歌であるシングル曲 "Stand Out" がリリース。2014年11月、テイラー・スウィフトの楽曲「シェイク・イット・オフ～気にしてなんかいられないっ！！」(Shake It Off)をカバーし。サム・スミスの楽曲 "I'm Not the Only One" をカバーしている。同年11月27日メイシーズ・サンクスギヴィング・デイ・パレードでフロートに乗り デビューEPに収録されている曲 "The Middle of Starting Over" のパフォーマンスを行う。
2015年1月、ディズニー・チャンネル・オリジナル・ムービー『ベビーシッター・アドベンチャー』ではベビーシッターをするティーンエイジャーの主人公・ジェニー (Jenny)を演じ、撮影は同年春に行われ2016年、世界各国のディズニー・チャンネルで放送された。2014年9月にディズニー・クルーズ・ラインのクルーズ客船を背景に収録を行ったシングル曲 "The Middle Of Starting Over" のビデオが翌年1月公開された。
同月13日、シングル曲である "We'll Be the Stars" がリリースされている。2月20日にミュージック・ビデオが公開され姉サラも出演している。同年ディズニー放送アニメーション番組『なんだかんだワンダー』で声の出演。同年1月ロックバンドU2のカバー曲 "I Still Haven't Found What I'm Looking For" をシンガーソングライターのピーター・ホーレンス(英語)とデュエットしたミュージック・ビデオが公開されている。4月14日スタジオ・アルバム Eyes Wide Open がリリースされる。
2016年、アメリカ合衆国を中心に「∃VOLution Tour 2016」と題したツアーを行う。主に今までの楽曲と、新しいアルバム曲を歌って回っている。

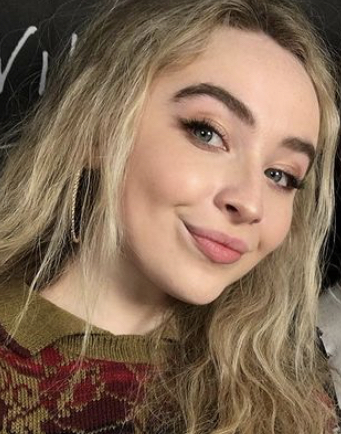
2017年のサブリナ

2017年7月に"why"を11月には2人組DJ『Lost Kings』とのコラボ曲"First Love"をリリース。また、映画『ザ・ヘイト・ユー・ギヴ』への出演が決定。一部映画館で2018年10月5日公開、全米公開は同月19日。
2018年3月にJonas Blueとのコラボ曲"Alien"を6月に"Almost Love"をリリース。"Almost Love"はサードアルバム「Singular Act1」からの1曲目。また、コメディドラマ「So Close」、映画「The Short History Of The Long Road」（主演）への出演が決定。11月9日、サードアルバム｢Singular Act1｣をリリース。12月12日には国内盤が発売。
2019年の初めに｢Singular Act2｣をリリース予定。4月にはシンギュラーツアーで来日。4月1日は大阪（なんばHatch）で、2日は名古屋（ダイアモンドホール）で、4日は東京（EXシアター 六本木）で行われた。

### 2021年- アイランド・レコード移籍

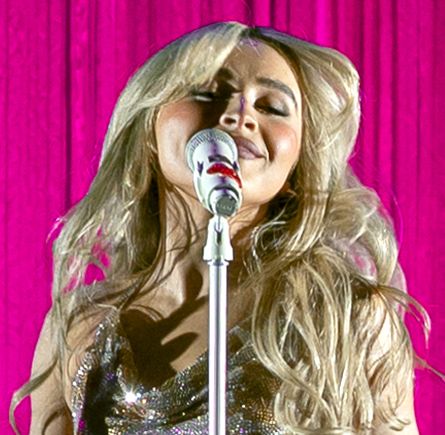
Eメール・アイ・キャント・センド・ツアーでのサブリナ（2022年、ウィルターン・シアター）

2021年、長らくLGBTQ+コミュニティをサポートしてきたこともあり、第32回GLAADメディア賞の授賞式では、3月にリリースしたシングル「Skin」のパフォーマンスを披露した。
2023年4月1日、エイプリルフールのこの日に公演を開催したサブリナが「私妊娠したのよ」と言うと観客が静まり返るが、その後「ハッピーなエイプリルフールの日を」と続けて歌った。このジョークが無神経だとして炎上し、TikTokでは問題の場面を切り取ったビデオが79万回再生を記録した。
2023年に発表されたミュージックビデオ「Feather」では教会で臀部など下半身を丸出しにした挑発的な黒のミニドレスを着て踊るサブリナの姿などが収められているが、これによって教会の使用許可を出した司祭が解任されるなどの事態を引き起こした。

### 2024年- 『Short n' Sweet』の成功
2024年8月23日、6枚目のスタジオ・アルバム「Short n' Sweet」をリリースした。アルバムは米Billboard 200や全英アルバムチャートで1位を獲得。また収録曲「Taste」「Please Please Please」「Espresso」の3曲がシングルチャートBillboard Hot 100のTOP5にランクインするなど、サブリナの歌手キャリアにおける最も大きな成功を収めた。サブリナの作品は第67回グラミー賞にて、最優秀レコード賞を含む6部門にノミネートされ、2部門受賞した。
9月からは「Short n' Sweet Tour」を開催、アルバム収録曲の「Juno」のパフォーマンスでは「これを試したことがある？」という歌詞に合わせながら、様々な性交体位のポーズを披露するという過激なパフォーマンスが話題を呼んだ。
2025年、ブリット・アワードに登場、パフォーマンスを披露したが、赤いランジェリー姿のサブリナが英国の近衛兵の扮装をしたダンサーを相手にセクシーなダンスと絡みを披露する内容と午後9時前という放送時間から主に小さな子供を持つ親からの苦情が殺到した。
同年発売予定のニュー・アルバム「Man's Best Friend」のジャケット写真が公開されると、男性に髪を鷲掴みにされながら、男性の脚にすがりつくジャケット写真が物議を醸した。この問題で「彼女にはセックス以外の個性は無いのか？」という批判がSNSのユーザーの一人から寄せられると、本人が「そうよ、とても良いでしょ？」と反論のメッセージを返信している。

## 人物
憧れのアーティストにマドンナを挙げており、2024年のMTV Video Music Awardsでは1991年のアカデミー賞授賞式でマドンナが着用したのと同じドレスを着用した。

### 私生活
『ガール・ミーツ・ワールド』の共演者とプライベートでも仲が良く、主役で親友を演じているブランチャートとはお互いに親友とコメントしている。また、同作でファークル役を演じたコーリーフォーゲルマニスとは以前から交際疑惑があるが、お互いただの親友だとコメントしている。
オリヴィア・ロドリゴとはジョシュア・バセットがオリビアとの交際を解消したすぐ後にサブリナと交際を開始したことから、三角関係を疑われ、オリヴィアの曲「Driver's License」に登場する「金髪の彼女」がサブリナを指すのではないかと噂されたこともあった。

## 主な出演作品

### 映画
| 年   | 邦題 原題                                                | 役名                                | 備考                                         | 日本語吹替 |
| ---- | -------------------------------------------------------- | ----------------------------------- | -------------------------------------------- | ---------- |
| 2012 | Gulliver Quinn                                           | アイリス Iris                       | テレビ映画                                   |            |
| 2012 | The Unprofessional                                       | ハーパー Harper                     | テレビ映画                                   |            |
| 2012 | Noobz                                                    | ブリトニー Brittney                 |                                              |            |
| 2013 | ホーンズ 容疑者と告白の角 Horns                          | メリン(少女期) Young Merrin         |                                              | 不明       |
| 2016 | ベビーシッター・アドベンチャー Adventures in Babysitting | ジェニー Jenny                      | ディズニー・チャンネル・オリジナル・ムービー | 丸山有香   |
| 2018 | ヘイト・ユー・ギブ The Hate U Give                       | ヘイリー Heiley                     | 20世紀フォックス                             | 不明       |
| 2018 | The Short History Of The Long Road                       | ノラ Nola                           | 自主制作映画                                 |            |
| 2019 | トールガール Tall Girl                                   | ハーパー Harper                     | Netflixオリジナル作品                        | 宇山玲加   |
| 2020 | Work It 〜輝けわたし!〜 Work It                          | クイン・アッカーマン Quinn Ackerman | Netflixオリジナル作品 兼製作総指揮           | 丸山有香   |
| 2020 | クラウズ〜雲の彼方へ〜 Clouds                            | サミー・ブラウン Sammy Brown        | Disney+オリジナル映画                        | 白石涼子   |
| 2022 | 友情にSOS Emergency                                      | マディ Maddy                        | Amazon Prime Videoオリジナル作品             | 種市桃子   |
| 2022 | トールガール2 Tall Girl 2                                | ハーパー Harper                     | Netflixオリジナル作品                        | 宇山玲加   |

### テレビ番組
| 年        | 邦題 原題                                                  | 役名                                               | 備考 | 日本語吹替 |
| --------- | ---------------------------------------------------------- | -------------------------------------------------- | --- | ---------- |
| 2011      | LAW & ORDER:性犯罪特捜班 Law & Order: Special Victims Unit | ポーラ Paula                                       | 第12シーズン第12話 「消せない過去」 "Possessed" |            |
| 2012      | フィニアスとファーブ Phineas and Ferb                      | シシー Sissi                                       | 声の出演、第3シーズン第27話 「ワニのクライキーを探せ！／ファーブTV」 "What a Croc! / Ferb TV" |            |
| 2013-2014 | ちいさなプリンセス ソフィア Sofia the First                | プリンセス ビビアン Princess Vivian                | 声の出演、第6話 「はずかしがりやのプリンセス」、第8話 「あおいリボンのウサギ」、第31話 「りかの はっぴょうかい」、第39話 「クローバーはドラゴン」                                                                                 | 千葉千恵巳 |
| 2013      | グッドウィン家の遺産相続バトル The Goodwin Games           | クロエ・グッドウィン(少女期) Chloe Goodwin (young) | 第1話 「むちゃぶりゲームを始めよう」 "Pilot"、第2話 「パーティー・ナイト」 "Welcome Home, Goodwins"、第4話 「才能の証明」 "The Hamletta"、第5話 「グランビーの小鳥ちゃん」 "The Birds of Granby"、第7話 「心の声を聴け」"The Box" |            |
| 2013      | オレンジ・イズ・ニュー・ブラック Orange Is the New Black   | ジェシカ・ウェッジ Jessica Wedge                   | 第1シーズン第9話 「涙の感謝祭」 "Fucksgiving" |            |
| 2013      | オースティン&アリー Austin & Ally                          | ルーシー Lucy                                      | 第43話(第2シーズン第24話) 「アリー、コーチになる」 "Moon Week & Mentors" |            |
| 2014-2017 | ガール・ミーツ・ワールド Girl Meets World                  | マヤ・ハート Maya Hart                             | メインキャスト | 丸山有香   |
| 2015      | なんだかんだワンダー Wander Over Yonder                    | メロディ Melodie                                   | 声の出演、アニメーション |            |
| 2016-     | マイロ・マーフィーの法則 Milo Murphy's Law                 | メリッサ・チェイス Melissa Chase                   | 声の出演、アニメーション | 丸山有香   |
| 2017      | Soy Luna                                                   | 本人役                                             | |            |

## ディスコグラフィ

### スタジオ・アルバム
| Eyes Wide Open                                          | - 発売日: 2015年4月14日 - フォーマット: CD、デジタル・ダウンロード - レーベル: ハリウッド・レコード  | 43  | 14 | 米国 12,000枚 (初週売上) |
| EVOLution                                               | - 発売日: 2016年10月14日 - フォーマット: CD、デジタル・ダウンロード - レーベル: ハリウッド・レコード | 26  |    |                          |
| Singular: Act I                                         | - 発売日:2018年11月9日 - フォーマット: CD、デジタル・ダウンロード - レーベル: ハリウッド・レコード   | 103 | ー |                          |
| Singular: Act Ⅱ                                         | - 発売日:2019年7月19日 - フォーマット: CD、デジタル・ダウンロード - レーベル: ハリウッド・レコード   |     |    |                          |
| Emails I Can't Send                                     | - 発売日: 2022年7月15日 - フォーマット: CD、デジタル・ダウンロード - レーベル: アイランド・レコード  |     |    |                          |
| Short n' Sweet                                          | - 発売日: 2024年8月23日 - フォーマット: CD、デジタル・ダウンロード - レーベル: アイランド・レコード  |     |    |                          |
| "―"はチャート圏外かチャート対象外のいずれかを意味する。 | |     |    |                          |

| Can't Blame a Girl for Trying                           | - 米国の発売日: 2014年4月8日 - フォーマット: CD、デジタル・ダウンロード - レーベル: ハリウッド | 16 | 米国 17,000枚 |
| "―"はチャート圏外かチャート対象外のいずれかを意味する。 |                                                                                                |    |               |

### シングル
| 曲名                             | 年   | アルバム名                    |
| -------------------------------- | ---- | ----------------------------- |
| "Fall Apart"                     | 2011 | N/A                           |
| "Can't Blame a Girl for Trying"  | 2014 | Can't Blame a Girl for Trying |
| "The Middle of Starting Over"    | 2014 | Can't Blame a Girl for Trying |
| "We'll Be The Stars"             | 2015 | Eyes Wide Open                |
| "Eyes Wide Open"                 | 2015 | Eyes Wide Open                |
| "Christmas The Whole Year Round" | 2015 | N/A                           |
| "Smoke and Fire"                 | 2016 | N/A                           |
| "On Purpose"                     | 2016 | EVOLution                     |
| "Thumbs"                         | 2016 | EVOLution                     |
| "why"                            | 2017 | N/A                           |
| "First Love"                     | 2017 | N/A                           |
| "Alien"                          | 2018 | N/A                           |
| "Almost Love"                    | 2018 | Singular: Act I               |
| "Sue Me"                         | 2018 | Singular: Act Ⅰ               |

### フィーチャード・シングル
| 曲名                                                                                | 年   | アルバム名 |
| ----------------------------------------------------------------------------------- | ---- | ---------- |
| 雪だるまつくろう "Do You Want to Build a Snowman?" (Disney Channel Circle of Stars) | 2014 | N/A        |

### プロモーション・シングル
| 曲名                                                                    | 年   | アルバム名 |
| ----------------------------------------------------------------------- | ---- | ---------- |
| "Make You Feel My Love" (ウィズ ナサニエル・ホークとキャメロン・ホーク) | 2011 | N/A        |
| "Safe & Sound"                                                          | 2012 | N/A        |
| "I'll Be Home for Christmas" (ウィズ Ali Brustofski と ダニエル・ロウ)  | 2012 | N/A        |
| "Take On the World" (ウィズ ローワン・ブランチャード)                   | 2014 | N/A        |
| "Stand Out"                                                             | 2014 | N/A        |

### その他の楽曲
| 曲名                                     | 年   | その他のアーティスト   | アルバム名                         |
| ---------------------------------------- | ---- | ---------------------- | ---------------------------------- |
| "Smile"                                  | 2012 | N/A                    | Disney Fairies: Faith              |
| "All You Need (feat. Sofia and Vivian)"  | 2013 | アリエル・ウィンター   | ちいさなプリンセス ソフィア        |
| "It’s Finally Christmas"                 | 2013 | N/A                    | Disney Holidays Unwrapped          |
| 私を救って "Rescue Me"                   | 2015 | N/A                    | ティーン・ビーチ2 サウンドトラック |
| "You're a Mean One, Mr.Grinch            | 2017 | リンジー・スターリング | warmer in the winter               |
| "Have Yourself a Merry Little Christmas" | 2017 | N/A                    | N/A                                |
| "Lie For Love"                           | 2018 | N/A                    | シエラ・バージェスはルーザー       |

### ミュージック・ビデオ
| 曲名                              | 年   | 監督名                     | 備考                                                  |
| --------------------------------- | ---- | -------------------------- | ----------------------------------------------------- |
| "Catch My Breath"                 | 2010 | N/A                        |                                                       |
| "Fall Apart"                      | 2011 | ハンク・デボス             |                                                       |
| "Can't Blame a Girl for Trying"   | 2014 | キンガ・ブルザ             |                                                       |
| "Do You Want to Build a Snowman?" | 2014 | N/A                        | フィーチャード・ビデオ Disney Channel Circle of Stars |
| "The Middle of Starting Over"     | 2014 | N/A                        |                                                       |
| "We'll Be the Stars"              | 2015 | サラ・マクラング           |                                                       |
| "Eyes Wide Open"                  | 2015 | サラ・マクラング           |                                                       |
| "Smoke and Fire"                  | 2016 | ジェシー・ヒル             |                                                       |
| "On Purpose"                      | 2016 | ジェームズ・ミラー         |                                                       |
| "Thumbs"                          | 2017 | ヘイリー・ヤング           |                                                       |
| "why"                             | 2017 | ジェイ・マーティン         |                                                       |
| "Alien(with Jonas Blue)"          | 2018 | カーリー・カソン           |                                                       |
| "Almost Love"                     | 2018 | ハンナ・ラックス・デイビス |                                                       |
| "Sue Me"                          | 2018 | ローレン・ダン             |                                                       |

## 受賞歴
| 年   | 賞                                         | カテゴリ                             | ノミネート対象                  | 結果       | 参照                 |
| ---- | ------------------------------------------ | ------------------------------------ | ------------------------------- | ---------- | -------------------- |
| 2015 | ラジオ・ディズニー・ミュージック・アワード | 最優秀夢中ソング賞                   | "Can't Blame a Girl for Trying" | 受賞       | [ 77 ] [ 78 ]        |
| 2016 | ラジオ・ディズニー・ミュージック・アワード | 親友と聴きたい曲賞                   | "Eyes Wide Open"                | 受賞       | [ 79 ] [ 80 ]        |
| 2017 | ラジオ・ディズニー・ミュージック・アワード | 恋したら聴きたい曲賞                 | "On Purpose"                    | ノミネート |                      |
| 2018 | ラジオ・ディズニー・ミュージック・アワード | 恋したら聞きたい曲賞                 | "why"                           | ノミネート |                      |
| 2018 | BreakTudo Awards                           | Artist On The Rise                   | サブリナカーペンター            | ノミネート |                      |
| 2019 | iHeartRadioミュージック・アワード          | 最も可愛いミュージシャンのペット部門 | Goodwin （ペットの犬）          | 未決定     |                      |
| 2025 | グラミー賞                                 | 最優秀新人賞                         | "Herself"                       | ノミネート | [ 41 ] [ 42 ] [ 43 ] |
| 2025 | グラミー賞                                 | 最優秀アルバム賞                     | "Short n' Sweet"                | ノミネート | [ 41 ] [ 42 ] [ 43 ] |
| 2025 | グラミー賞                                 | 最優秀ポップ・ヴォーカル・アルバム賞 | "Short n' Sweet"                | 受賞       | [ 41 ] [ 42 ] [ 43 ] |
| 2025 | グラミー賞                                 | 最優秀楽曲賞                         | "Please Please Please"          | ノミネート | [ 41 ] [ 42 ] [ 43 ] |
| 2025 | グラミー賞                                 | 最優秀レコード賞                     | "Espresso"                      | ノミネート | [ 41 ] [ 42 ] [ 43 ] |
| 2025 | グラミー賞                                 | 最優秀ポップ・ソロ・パフォーマンス賞 | "Espresso"                      | 受賞       | [ 41 ] [ 42 ] [ 43 ] |

## 日本語吹き替え
『ガール・ミーツ・ワールド』以降、丸山有香が声のみの出演も含め、ほとんどの作品で担当している。
このほかにも、宇山玲加、白石涼子、種市桃子なども声を当てている。